# Copa del Generalísimo de hockey sobre patines 1956
La Copa del Generalísimo de hockey sobre patines de 1956 fue la decimotercera edición de la Copa del Generalísimo de este deporte. Se jugó en Barcelona como sede única. Se disputó desde el 3 al 6 de mayo de 1956 y el campeón fue el RCD Español. El Torneo de Consolación fue ganado por el Girona CH. 

Se repitió el mismo sistema de competición de la edición anterior.

## Equipos participantes
Los 6 equipos que disputaron esta edición fueron:
- Castilla: Femsa.
- Cataluña: Barcelona, Cerdanyola Club Hoquei, RCD Español, Girona y Reus Deportiu.

## Primera fase
GRUPO A

Resultados
| Fecha     | Equipo 1    | Equipo 2      | Resultado |
| --------- | ----------- | ------------- | --------- |
| 3 de mayo | Cerdanyola  | Reus Deportiu | 3-1       |
| 4 de mayo | RCD Español | Reus Deportiu | 6-1       |
| 5 de mayo | RCD Español | Cerdanyola    | 5-2       |

Clasificación
| Pos. | Equipo        | J | G | E | P | F  | C | Ptos |
| ---- | ------------- | - | - | - | - | -- | - | ---- |
| 1    | RCD Español   | 2 | 2 | 0 | 0 | 11 | 3 | 4    |
| 2    | Cerdanyola    | 2 | 1 | 0 | 1 | 5  | 6 | 2    |
| 3    | Reus Deportiu | 2 | 0 | 0 | 2 | 2  | 9 | 0    |

GRUPO B

Resultados
| Fecha     | Equipo 1  | Equipo 2 | Resultado |
| --------- | --------- | -------- | --------- |
| 3 de mayo | Barcelona | Girona   | 2-1       |
| 4 de mayo | Girona    | Femsa    | 3-0       |
| 5 de mayo | Barcelona | Femsa    | 1-1       |

Clasificación
| Pos. | Equipo    | J | G | E | P | F | C | Ptos |
| ---- | --------- | - | - | - | - | - | - | ---- |
| 1    | Barcelona | 2 | 1 | 1 | 0 | 3 | 2 | 3    |
| 2    | Girona    | 2 | 1 | 0 | 1 | 4 | 2 | 2    |
| 3    | Femsa     | 2 | 0 | 1 | 1 | 1 | 4 | 1    |

- Partido por el tercer puesto (6 de mayo): Girona-Cerdanyola 3-2

## Final
| Fecha     | Campeón     | Subcampeón | Resultado |
| --------- | ----------- | ---------- | --------- |
| 6 de mayo | RCD Español | Barcelona  | 2-1       |

Campeón: REAL CLUB DEPORTIVO ESPAÑOL (8º título)